# 호우주의
《호우주의》는 조광일의 노래이자 Show Me The Money 10의 경연곡이다. 프로듀싱은 코드 쿤스트, 피쳐링은 개코와 넉살이 했다.